# 이인걸
이인걸(1973년 ~ )은 검찰과 김앤장 법률사무소에서 일했으며, 문재인 정부 대통령비서실 민정수석실 반부패비서관실 선임행정관으로 일했다.

## 학력
- 연세대학교 법학 학사

## 경력
- 2011년 서울중앙지검 공안1부
- 2012년 2월 대검찰청 중앙수사부 연구관
- 2013년 9월 법무부 '위헌 정당·단체 관련 대책 티에프'
- 2016년 김앤장 법률사무소
- 2017년 대통령비서실 민정수석실 반부패비서관실 선임행정관
- 2018년 12월 김태우 특별감찰반원의 '폭로' 이후 사의를 밝혀 사표가 수리되었다.[1][2]

## 논란 행적

### ‘왕재산’ 사건 주요 혐의 무죄
2011년 서울중앙지검 공안1부에 소속돼 '왕재산' 사건 수사. 구속 기소된 5명의 간첩죄 등은 인정됐지만 "민혁당 이래 최대 규모 반국가단체"라는 수사 결과와 달리 반국가단체 혐의는 무죄 선고되었다.

### 이명박 내곡동 사저 땅 헐값 매입 의혹 사건에서 무혐의 주장
2012년 2월, 대검찰청 중앙수사부 연구관으로 이명박 대통령 일가의 내곡동 사저 땅 헐값 매입 의혹 사건에서 무혐의 주장. 특히 관련자들을 배임죄로 기소해야 한다는 서울중앙지검 수사팀 4명과 이를 반대하는 대검 중수부 쪽 4명이 모인 ‘8인 회의’에 참석해 강하게 무혐의를 주장했고, 결국 서울중앙지검 수사팀은 대검의 압박에 기소를 접었다. 그러나 이후 ‘이광범 특검팀’은 김인종 처장 등을 기소했고, 이 대통령 사저 건축 과정에서 국가에 손해를 끼친 사실도 밝혀냈다.

### 통합진보당의 이적성을 주장하는 논리 개발에 참여
2013년 9월, 법무부에 설치된 '위헌 정당·단체 관련 대책 티에프'에 소속돼 통합진보당의 이적성을 주장하는 논리 개발에 참여.

### 가습기 살균제 제조업체 대리인으로 활동
2016년 김앤장에 입사, 가습기 살균제 제조업체 대리인으로 활동. 가습기 살균제 사건은 제조사들이 피해 사실을 오랫동안 외면해 사회적으로 지탄을 받았던 사건으로, 공적 윤리의식이 중요한 민정수석실 공직자가 제조업체를 변호한 것은 문제가 있다는 주장이다.

### 최순실 국정농단 사건 연루 롯데 변호
케이스포츠재단 70억원 출연 총괄한 소진세의 검찰 소환에 변호인으로 입회. 롯데는 케이스포츠재단에 70억 원을 추가 출연했다가 검찰의 압수수색 직전에 돌려받아 수사 정보 유출 의혹의 핵심으로 지목받고 있다. 의혹의 중심에 있는 롯데 사건을 맡았던 변호인이 청와대에서 주요 수사를 총괄하는 반부패비서관실의 선임행정관을 맡은 데 대해 부적절한 인선이라는 지적이다.

### 거짓 해명 논란
'가습기살균제', 옥시 변론 안했지만 다른 제조사 홈플러스 변호인으로 활동했다. 중수부연구관 때 내곡동 의견 조율, "수사팀 불러 무혐의 주장"이라는 증언이 나왔다.

## 같이 보기
- 김태우 사건